# Andrea Purner-Koschier
Andrea Purner-Koschier (* 2. August 1972 in Aldrans) ist eine ehemalige österreichische Radrennfahrerin.
1991 wurde Andrea Purner-Koschier gemeinsam mit ihrer Schwester Christiane Koschier-Bitante österreichische Meisterin im Paarzeitfahren. 1992, 2000 und 2001 wurde sie nationale Meisterin im Straßenrennen, 2001 zudem im Einzelzeitfahren.